# Auguste Barbereau
Pour les articles homonymes, voir Barbereau.
Auguste Mathurin Balthazar Barbereau, né le 14 novembre 1799 à Paris et mort le 16 juillet 1879 à Paris 6e, est un violoniste, compositeur, chef d'orchestre, théoricien français.

## Biographie
Après des études au Conservatoire de Paris où il obtient un second prix de violon en 1813 puis un premier prix de contrepoint et fugue en 1819 dans classe d'Antoine Reicha, il devient répétiteur dans la classe de son maître. Après plusieurs tentatives, Second Grand Prix de Rome en 1822, il obtient le Premier Grand Prix de Rome de composition musicale pour sa cantate Agnès Sorel en 1824.
Chef d'orchestre du Théâtre des Nouveautés, il fut chargé en 1832 de la direction de la musique du Théâtre-Français, puis fut chef d'orchestre du Théâtre-Italien (1836-1838). En 1854-55, il dirigea l'orchestre de la Société de Sainte-Cécile. Il est nommé professeur de la classe d'histoire de la musique du Conservatoire de Paris lors de la création de cette dernière par le directeur Ambroise Thomas en 1871, il démissionnera l'année suivante.
Il est l'auteur d'un Traité théorique et pratique de composition musicale en 3 parties (1844), d'Études sur l'origine du système musical (1852) et d'un Traité d'harmonie théorique et pratique.

Il fréquentait les réunions de l'hôtel Pimodan. L'introduction de son Traité d'harmonie témoigne d'un intérêt marqué pour l'analogie : 

« L'ordre général, répandu sur tous les faits de la création, nous les montre disposés en série ; offrant partout des rapports d'analogie [...]. »